# 陳韶 (洪武進士)
陳韶，浙江明州府定海縣人，明朝政治人物、進士出身。

## 生平
洪武四年，會試七十五名，登進士三甲，授汝寧府西平縣縣丞。